# Rajon Cimișlia
Der Rajon Cimișlia ist ein Rajon in der Republik Moldau. Die Rajonshauptstadt ist Cimișlia.

## Geographie
Der Rajon Cimișlia liegt in der südlichen Hälfte des Landes und besitzt einen schmalen Grenzabschnitt zur Ukraine. Im Rajonsgebiet entspringt der Fluss Jalpuch. Innerhalb Moldaus grenzt der Rajon Cimișlia an die Rajons Basarabeasca, Căușeni, Hîncești, Ialoveni und Leova sowie an das Autonome Gebiet Gagausien.

## Geschichte
Der Rajon Cimișlia besteht in den heutigen Grenzen seit 2003. Bis Februar 2003 gehörte das Gebiet gemeinsam mit den heutigen Rajons Basarabeasca, Hîncești und Leova zum inzwischen aufgelösten Kreis Lăpușna (Județul Lăpușna). Noch früher – von 1918 bis 1940 – war Cimișlia ein Teil des rumänischen Kreises Tighina (Județul Tighina).

## Bevölkerung

### Bevölkerungsentwicklung
1959 lebten im Gebiet des heutigen Rajons 49.624 Einwohner. In den folgenden zwanzig Jahren stieg die Bevölkerungszahl und betrug 63.048 im Jahr 1970 und 65.667 im Jahr 1979. Während die Zahl der Einwohner bis zur Volkszählung 1989 landesweit anstieg, sank sie im Rajon Cimișlia leicht auf 65.267. Dem landesweiten Trend folgend, fiel die Einwohnerzahl des Rajons bis 2004 auf 60.925. 2014 lag sie bei 49.299.

### Volksgruppen
Laut der Volkszählung 2004 stellen die Moldauer mit 86,9 % die anteilsmäßig größte Volksgruppe im Rajon Cimișlia, gefolgt von den Ukrainern mit 5,5 %, den Russen mit 3,9 % und den Bulgaren mit 2,2 %. Kleinere Minderheiten bilden die Gagausen und Rumänen mit jeweils 0,5 %.